# Herb gminy Biała Podlaska
Herb gminy Biała Podlaska – jeden z symboli gminy Biała Podlaska, ustanowiony 15 lutego 1996.

## Wygląd i symbolika
Herb przedstawia na tarczy w polu czerwonym srebrne skrzydło orła połączone ze srebrnym ramieniem zbrojnym trzymającym miecz, a pod nim czarno-złota trąba myśliwska z ustnikiem skierowanym do góry. 